# St Paul's Subterranean River National Park
Het St Paul's Subterranean River National Park is een nationaal park op zo'n 50 kilometer ten noorden van Puerto Princesa, de hoofdstad van de Filipijnse provincie Palawan. Het park staat ook wel bekend als St Paul's Underground River National Park of Puerto Princesa Subterranean River National Park. Dit nationaal park staat sinds 4 december 1999 op de werelderfgoedlijst van UNESCO. Het nationaal park ligt ten noorden van het Saint Paulgebergte, ten zuiden van St Paulbaai en ten westen van de rivier de Babuyan.
St Paul's Subterranean River heeft een kalkstenen bergachtig landschap met als meest opvallende bezienswaardigheid een 8,2 kilometer lange bevaarbare ondergrondse rivier. Voordat de rivier in de Zuid-Chinese Zee uitmondt slingert hij zich nog door een grot heen. Langs de route van de rivier zijn vele stalactieten en stalagmieten alsmede enkele grote kamers te zien. Het deel van de rivier dicht bij de zee is onderhevig aan getij. Van de rivier wordt gezegd dat het 's werelds langste ondergrondse rivier is.
- Gemeinsame Normdatei: 4810690-2